# Namyang
Namyang is een stad in de provincie Noord-Hamgyŏng in Noord-Korea. Namyang ligt in het noordoosten van het land aan de Chinese grens. De stad ligt aan de grensrivier Tumen Jiang tegenover de Chinese stad Tumen.

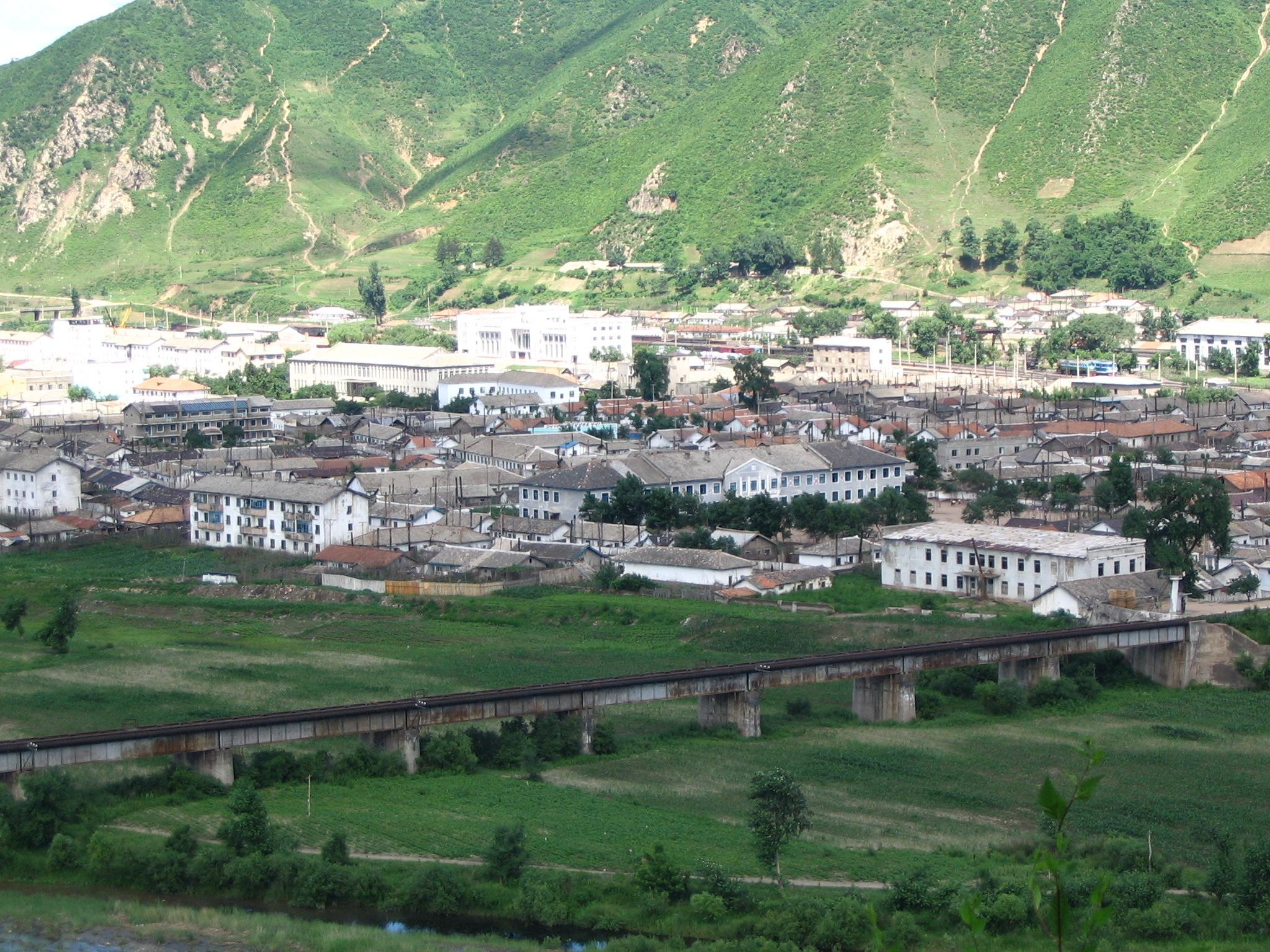
Namyang, gezien vanaf de Chinese kant van de grens